# 王悅 (南朝)
王悦（？—469年），字少明，或作王悦之，琅邪郡临沂县（今山东省临沂市）人，中国南北朝南朝宋人物。东晋右将军王羲之曾孙。王献之之孙，司徒左长史王靖之的儿子。

## 生平
王悦以为官清正知名。宋明帝泰始年间，王悦为黄门郎，御史中丞。宋明帝因为他清廉，赐给他良田五顷。转任尚书吏部郎，侍中，在门下，尽其心力。泰始五年（469年），在官任上去世，追赠太常。王悦为侍中时，检校御府、太官及太医诸署，查出很多奸诈之事。王悦死后，众人都说是各署的人诅咒的，宋明帝就拘拿各署典掌者共十余人，讓他們戴著枷锁押送淮阴，並密令在瓜步渡长江时，將他們投到中流。

## 延伸阅读
[在维基数据编辑]
 《南史·卷24》，出自李延壽《南史》